# Ferrovia Tolmezzo-Paluzza-Moscardo
La ferrovia Tolmezzo-Paluzza-Moscardo, o ferrovia del But, era una linea ferroviaria a scartamento ridotto 750 mm lunga 22 km che collegava i centri della valle del Bût con il capoluogo della Carnia.

## Storia
Fu aperta all'esercizio nel 1915 e chiusa il 31 ottobre 1931.
La linea fu esercita dalla Società Veneta e fu intensamente utilizzata dall'esercito italiano per rifornire il fronte durante la prima guerra mondiale. Gli eventi bellici la colpirono duramente, provocando la sospensione del servizio.
Fu riattivata il 23 ottobre 1919, amputata dell'ultimo tratto verso Moscardo che inizialmente venne riservato al solo servizio merci, gestita in concessione prima alla Società elettrica di Paluzza e subito dopo al Consorzio Ferrovia del But. All'atto della riapertura erano presenti sei locomotive, quattordici vetture e cinquantotto carri per trasporto di merci.
Venne soppressa già nel 1931 a causa dell'incapacità finanziaria del consorzio tra i comuni della vallata che l'avevano gestita.

## Percorso
|  | Unknown route-map component "exCONTg" |

| Unknown route-map component "exKBHFa-L" | Unknown route-map component "exBHF-R" |  |

| Unknown route-map component "exBS2l" | Unknown route-map component "exSTRl" + Unknown route-map component "exBS2c3" | Unknown route-map component "exlCONTf@Gq" |

| Unknown route-map component "exDST" |

| Unknown route-map component "exBHF" |

| Unknown route-map component "exHST" |

| Unknown route-map component "exBHF" |

| Unknown route-map component "exTUNNEL2" |

| Unknown route-map component "exBHF" |

| Unknown route-map component "exHST" |

| Unknown route-map component "exBHF" |

| Unknown route-map component "exHST" |

| Unknown route-map component "exTUNNEL2" |

| Unknown route-map component "exHST" |

| Unknown route-map component "exBHF" |

| Unknown route-map component "exBHF" |

| Unknown route-map component "exHST" |

| Unknown route-map component "exKBHFe" |